# Landbier
 (mai 2021).
Si vous disposez d'ouvrages ou d'articles de référence ou si vous connaissez des sites web de qualité traitant du thème abordé ici, merci de compléter l'article en donnant les références utiles à sa vérifiabilité et en les liant à la section « Notes et références ».

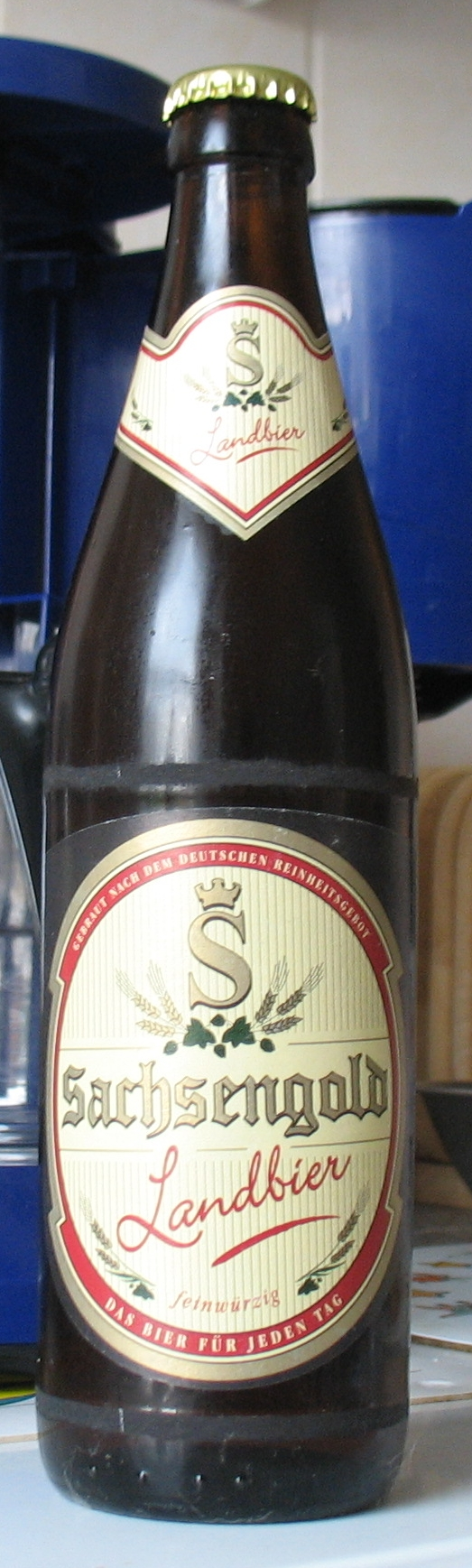
Landbier de Sachsengold

La landbier (litt. « bière de pays » en allemand), est un type de bière rencontré en Allemagne. Il signale une bière au caractère peu relevé en arôme (avec peu de houblon donc) et un taux d'alcool modéré (5 % en vol.). Elle est souvent produite par des petites brasseries locales, notamment en Bavière.
Elle est généralement blonde, mais peut être brune, filtrée ou non. De même, il existe des variétés à fermentation haute et d'autres à fermentation basse.